# Exportvergunning
Een exportvergunning is een licentie voor het exporteren van goederen of diensten. In een aantal gevallen is zo'n vergunning nodig. Hiervoor kunnen verschillende redenen zijn, zoals:
- binnenlandse schaarste, bijvoorbeeld kort na de Tweede Wereldoorlog
- bescherming van cultureel erfgoed (kunst, archeologische vondsten)
- bescherming van flora en fauna (internationaal verbod op export van glasaal)
- bescherming van het milieu (export van chemisch afval e.d.)
- internationale wapenhandel
- een exportverbod naar een bepaald land wegens economische sancties.